# Miks kalögonbroms
Miks kalögonbroms (Tabanus miki) är en tvåvingeart som beskrevs av Brauer 1880. Miks kalögonbroms ingår i släktet Tabanus och familjen bromsar. Enligt den svenska rödlistan är arten nationellt utdöd i Sverige. . Arten har tidigare förekommit i Götaland, Öland och Svealand men är numera lokalt utdöd. Artens livsmiljö är våtmarker, skogslandskap, jordbrukslandskap, sjöar och vattendrag. Inga underarter finns listade i Catalogue of Life.